# Hexameritia
Hexameritia is een vliegengeslacht uit de familie van de roofvliegen (Asilidae).

## Soorten
- H. micans (Philippi, 1865)